# Schwizerhüsli Basel
Die Studentenverbindung Schwizerhüsli Basiliensis ist eine Studentenverbindung an der Universität Basel. Sie ist Gründungsverbindung des Falkensteinerbundes. Wie alle Falkensteinerverbindungen lehnt das Schwizerhüsli Duell und Mensur ab. Sie wurde am 11. September 1847 an der Universität Basel gegründet und war eine der  ersten das Duell verwerfenden, nichtschlagenden, christlichen Studentenverbindungen in der Schweiz (neben Zähringia Freiburg/Ue 1843 im SchwStV).
Die Farben des Schwizerhüsli sind grün-gold-schwarz. Die Verbindung ist Eigentümer eines Hauses in Basel, in dessen Keller ihr als Verbindungslokal das Crocodil (Croc) ständig zur Nutzung zur Verfügung steht.
Seit 2009 wird jährlich am dies academicus der Schwizerhüsli-Nachwuchspreis für die beste Masterarbeit der Universität verliehen, der von der Studentenverbindung gestiftet ist.

## Geschichte

### Von der Gründung bis zum Ersten Weltkrieg
1847 schlossen sich in Basel vier Studenten zu einer Vereinigung zusammen. Diese sollte die Studenten von den Verlockungen des damaligen Studentenlebens fernhalten und den Sinn für christliche Freundschaft in ihnen wecken. Dem Verein fehlten äussere Formen. Man traf sich jeweils samstags zu einem Plauderstündchen. Bald wurden Vereinsstatuten ausgearbeitet. 1848 trennten sich jedoch die Studenten von den Philistern und gründeten einen „Verein christlicher Studenten“.
1853 wurde der Verein eine farbentragende Verbindung mit dem Namen „Schwizerhüsli“. Diese Umwandlung geschah unter dem Einfluss des Wingolf. Zwei Schwizerhüsler hatten in Erlangen studiert und wandelten zusammen mit einem Schweizer Wingolfiten, der im Schwizerhüsli aktiv wurde, den Verein in eine Verbindung um. Beide, der Wingolf und das Schwizerhüsli, hatten ähnliche Ziele. Beide waren gegen die Äusserlichkeit der bestehenden Studentenverbindungen und forderten studentische Vereinigungen, welche die christliche Gesinnung pflegten. 1853 trat das Schwizerhüsli in die Reihe der Wingolfsverbindungen ein, allerdings ohne Stimmrecht. Wingolfiten durften im Schwizerhüsli ohne Hospitium aktiv werden und umgekehrt.
Gleichzeitig aber versuchte das Schwizerhüsli Kontakte mit gleichgesinnten Studenten anderer Schweizer Städte zu pflegen. So verkehrte es mit einem 1850 gegründeten Erbauungskränzchen in Zürich, das sich aber 1853 wieder auflöste. 1858 rief das Schwizerhüsli vom Rötteler Schloss aus die christlichen Studenten der Schweiz auf, sich zu Studentenvereinen zusammenzuschliessen. Der Erfolg blieb jedoch aus.
Im WS 1862/63 wurde in Basel die Gründung eines Zürcher Tochtervereins erwogen. Vier Schwizerhüsler zogen nach Zürich. Es fanden Erbauungskränzchen statt, die aber wieder versandeten.
1861 wurden die verbindlichen rechtlichen Beziehungen zum Wingolf abgebrochen. 1873 wurde das Schwizerhüsli wieder in denselben aufgenommen. Die Bedingungen waren gleich wie 1853. Ab 1880 herrschte zwischen dem Schwizerhüsli und dem Wingolf gegenseitiger Aktivitätszwang.
Im Jahre 1888 gelang endlich die Gründung einer wesensverwandten Verbindung in Bern, der Zähringia, im Jahre 1893 der Carolingia Turicensis in Zürich. Nunmehr bildeten diese drei Verbindungen den Falkensteinerbund, der nun ein Freundschaftsverhältnis mit dem Wingolfsbund begründete. dass mit Unterbrechungen bis heute fortbesteht. Der Aktivitätszwang zwischen Schwizerhüsli und dem Wingolfsbund bestand bis zu Beginn des 20. Jahrhunderts. Heute besteht nur noch ein gegenseitiges Eintrittsverhältnis. Unter den Mitgliedern des Wingolfs- und Falkensteinerbundes gilt aber weiterhin „Duz-Comment“.

### Die Zeit seit dem Ersten Weltkrieg
Im Jahre 1920 kam es auf dem 9. Stiftungskommers des Freiburger Wingolf zu einem grossen Konflikt mit der Verbindung Schwizerhüsli Basel. Hintergrund war, dass ein Alter Herr (Philister) eine Ansprache auf dem Kommers hielt und, bezogen auf den Ausgang des Ersten Weltkrieges, mit dem Ausruf „Wir wollen Rache!“ endete. Die Vertreter des Schwizerhüsli blieben beim folgenden Deutschlandlied sitzen, was die ebenfalls anwesende präsidierende Verbindung des Wingolfsbundes, den Hamburger Wingolf, erzürnte, der von Schwizerhüsli im Folgenden eine Entschuldigung forderte. Als diese nicht erfolgte, kam es zu erheblichen weiteren Verwicklungen und schliesslich zur Aufkündigung des Freundschaftsverhältnisses zwischen Wingolfsbund und Falkensteinerbund. Der Freiburger Wingolf und weitere süddeutsche Verbindungen stellten sich jedoch auf die Seite des Schwizerhüsli, weshalb die Angelegenheit auch zu starken Spannungen innerhalb des Wingolfsbundes führte.
Nach dem Bruch von 1920 kam es in den Jahren 1926 bis 1928 wieder zu einer neuerlichen Zusammenarbeit zwischen dem Wingolfsbund und den Verbindungen des Falkensteinerbundes; diese wurde aber durch den Zweiten Weltkrieg dann gänzlich abgebrochen. Zwar gab es auch nach dem Krieg gelegentlich Kontakte und sogar vereinzelt Aufnahmen von Mitgliedern des jeweils anderen Verbandes, was formal sogar satzungswidrig war, aber man stand sich doch reserviert gegenüber. Zwei Alte Herren des Heidelberger Wingolf, beide Pfarrer der Badischen Landeskirche, hielten 1967 die Zeit für reif für eine Wiederanknüpfung an vergangene Tage und luden Schwizerhüsli Basel und Freiburger Wingolf zu einer gemeinsamen Weinkneipe ein. Diese Treffen in Kleinkems wurden wiederholt. Auch Alte Herren der Argentina Strassburg nahmen an den Treffen teil. Mit der Zeit entwickelte sich ein reger Kontakt. Zu den Treffen in Kleinkems kamen regelmässige gegenseitige Besuche auf Stiftungsfesten und Skiwochenenden auf der Berghütte des Freiburger Wingolf. Im Jahre 1969 kam es schliesslich zu einer Wiederaufnahme des Freundschaftsverhältnisses zwischen Wingolfs- und Falkensteinerbund. Zum Dank für seine Verdienste erhielt Pfarrer Albin Beck aus Kleinkems das Band des Freiburger Wingolf und später des Schwizerhüsli Basel. Der enge Kontakt zwischen beiden Verbindungen ist seither nicht abgerissen. Seit dem Sommersemester 1988 verleihen sich die Seniores der beiden Verbindungen jeweils gegenseitig das Band.

## Förderpreis
Der Studentenverbindung Schwizerhüsli ist die Zusammenarbeit und die Förderung der Forschung und Wissenschaft an der Universität Basel ein grosses Anliegen. Deswegen zeichnet sie jedes Jahr die beste Masterarbeit der Universität Basel mit einem Förderpreis aus. Der Preis ist mit CHF 10’000 dotiert und wird am dies academicus vom Rektor der Universität verliehen.
Preisträger der vergangenen Jahre
- 2018: Rahel C. Ackermann Hui: Distance, Negation, Negotiation: The Aesthetic Politics in Arundhati Roy’s „The God of Small Things“ and Maxine Hong Kingston’s „The Woman Warrior“
- 2017: Alexander Schorro: Automatisiertes Fahren und strafrechtliche Verantwortlichkeit. Gibt es eine Erweiterte Verantwortung des Fahrzeughalters?
- 2016: Claudia Speiser: Klage zwischen Ohnmacht und Zuversicht. Eine systematisch-theologische Untersuchung
- 2015: Esther Ineichen: Der Einfluss des sozioökonomischen Status auf den frühkindlichen Wortschatz und die mediierende Rolle der Anzahl sprachbezogener Aktivitäten und der Bildungsaspirationen für Kinder mit Deutsch als Erst- und Zweitsprache
- 2014: Benjamin Bastian: Price Discrimination in the Pharmaceutical Industry in a World of International Reference Pricing
- 2013: Anne-Valérie Burgener: Homing frequency of human T cells inferred from peripheral blood depletion kinetics after sphingosine-1-phosphate receptor blockader
- 2012: Michel Rickhaus: Emission with a Twist – Towards a New Geländer-Type Oligomer
- 2011: Giannina Leonie Widmer: Über die Mauer und das Loch mitten in Berlin. Berlin-Literatur vor und nach der Wende – literaturgeographisch betrachtet
- 2010: Suzanne Davet: Informations- und Schweigepflicht von Behörden und Organisationen, die öffentliche Aufgaben wahrnehmen, bei illegalem Aufenthalt
- 2009: Delia Klingler: Denn JHWH kämpfte für Israel… Das theologische Konzept des göttlichen Eingreifens in das Kriegsgeschehen

## Bekannte Mitglieder
- Friedrich von Bodelschwingh der Ältere, Theologe, Gründer der Betheler Anstalten
- Ernst Börlin, Politiker (FDP), Regierungsrat BL
- Karl Bucher, Mediziner (Pharmakologie), Professor an der Universität Basel
- Alfred Bühler, Ethnologe, Professor an der Universität Basel
- Lukas Engelberger, Politiker (CVP), Regierungsrat BS
- Hermann von der Goltz Vizepräsident des Evangelischen Oberkirchenrates und somit der ranghöchste Geistliche der preussischen Landeskirche
- Alexander Gröflin, Informatiker und Politiker (SVP), Grossrat BS
- Rudolf Grüninger, Jurist und Politiker (FDP), Grossrat BS und dessen Präsident
- Wilhelm Hadorn, reformierter Theologe
- Gerhard Heinzelmann, deutscher evangelischer Theologe, Hochschullehrer und Rektor der Universität Basel (Schweiz).
- Hans Hinderling, Jurist (Zivilrecht), Professor an der Universität Basel
- Emil Kautzsch, ev. Theologe, Experte für hebräische Sprache und Bibelkritiker
- Gottlieb Keller, Mitglied der Konzernleitung F. Hoffmann-La Roche AG, Mitglied des Universitätsrates der Universität Basel
- Kurt Jenny, Politiker (FDP), Regierungsrat BS
- Urs Küry, Bischof der Christkatholischen Kirche der Schweiz 1955–1972
- Heinrich „Heiri“ Müller, Schweizer Journalist und Musiker
- Friedrich Rintelen, Mediziner, Professor an der Universität Basel
- Adolf Schlatter, Theologe, Professor an den Universitäten Bern und Tübingen
- Ludwig Schneller, ev. Theologe, Förderer des von seinem Vater Johann Ludwig Schneller begründeten Syrischen Waisenhauses
- Friedrich Karl Schumann, luth. Theologe
- Rudolf Schuppli, Mediziner (Dermatologie), Professor an der Universität Basel
- Paul Schwartz, Bundesrichter
- Werner Stauffacher, Mediziner (innere Medizin), Professor an der Universität Basel
- Christoph Tamm, Chemiker, Professor an der Universität Basel
- Felix Tschudi, evangelisch-reformierter Pfarrer, Sozialethiker in der Schweiz und der erste Basler Industriepfarrer
- Rudolf Tschudi, Philologe und Orientalist, Professor an der Universität Basel
- Heinrich Weibel, Bundesrichter